# St. Nikolaus (Balga)

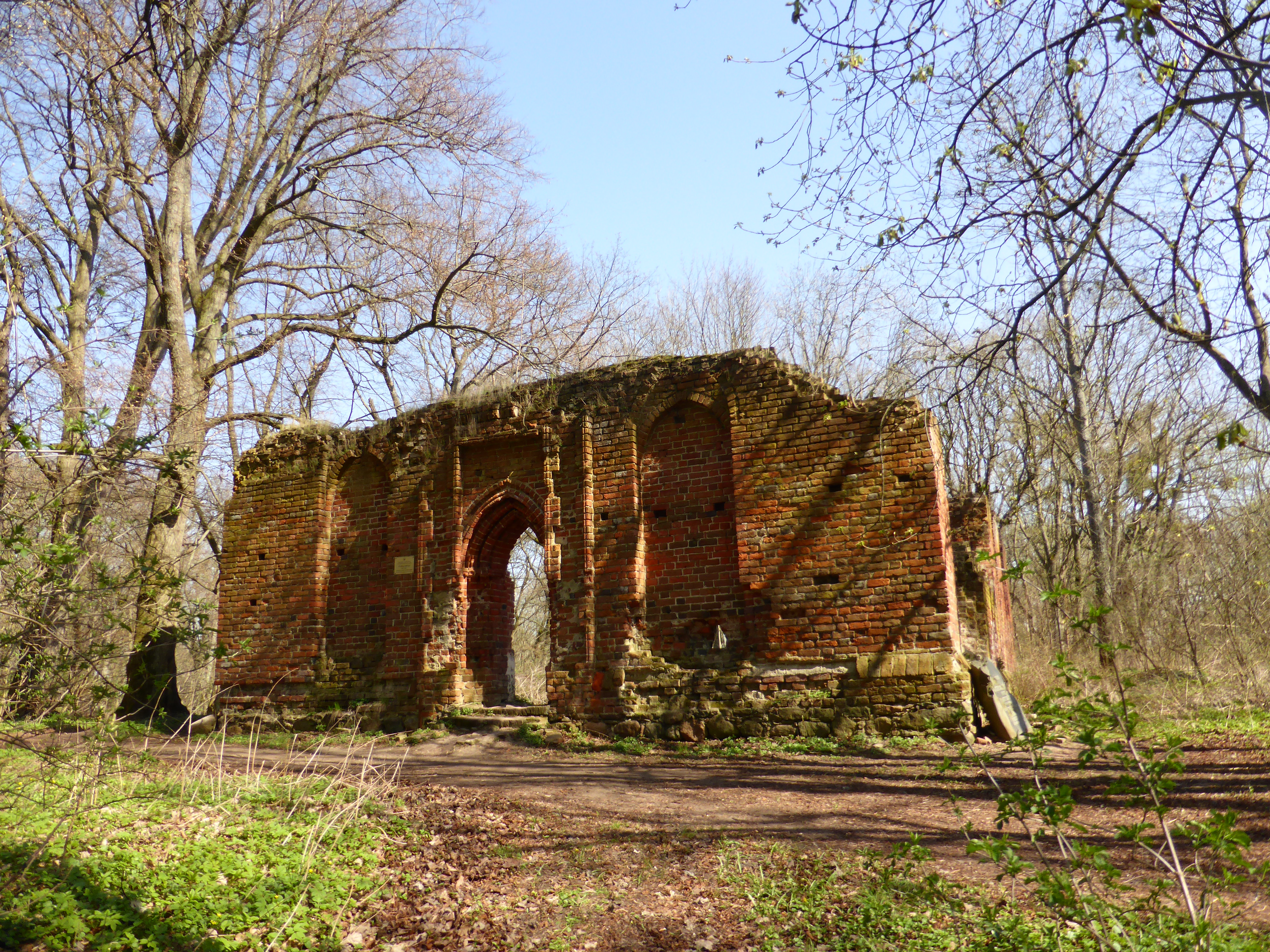
Ruine der Kirche St. Nikolaus, 2013

Die Kirche St. Nikolaus (russisch Кирха Святого Николая) ist eine Ruine in Balga in der russischen Oblast Kaliningrad.

## Geschichte
Um 1239 wurde die erste Deutschordensburg errichtet. Die Kirche wird auf das erste Drittel des 14. Jahrhunderts datiert, ist jedoch nicht im Verzeichnis der Kirchspiele im Bistum Ermland aus dem späten 15. Jahrhundert aufgeführt und besaß auch keine Pfarrhufen, so dass es sich nicht um eine Dorfpfarrkirche handeln dürfte. Vielmehr wird die Kirche der Bau von der Komturei aus errichtet worden sein, um die Bewohner der Umgebung geistlich zu versorgen. Auch die Lage unmittelbar vor dem Burggraben spricht für die Verbindung mit der Ordensburg.
Im 19. Jahrhundert erfolgte eine neugotische Restaurierung nach Plänen von 1842, die u. a. Neubau des Westgiebels umfasste. Beim sowjetischen Vormarsch 1945 wurde der Bau stark beschädigt, blieb aber in den Umfassungsmauern erhalten. In der Nachkriegszeit erfolgten weitere Abbrüche.

## Bauwerk
Die Kirche war ein ungewölbter Saalbau aus Backsteinmauerwerk mit Polygonalchor und Ostturm. Für den niedrigen Sockel wurde Backstein, im aufgehende Mauerwerk Backstein im gotischen Verband verwendet. Profilierter Backstein wurde am West- und Nordportal, an den Fenstern und den Kanten des Chors eingesetzt. Der vortretenden Sockel und ein einlagiger Sägefries sorgten für Horizontalgliederung. In der Mitte der aufwändig gestalteten Westseite befand sich ein kräftig profiliertes Portal mit betonter Kämpferzone, umschlossen von einer vortretenden Rechteckrahmung, in der sich Formsteine mit eingestanztem Vierpassdekor befanden. Die Portalzone war durch zweifach abgeschlossene Spitzbogenblenden flankiert. Der ungewölbte, dreiseitig geschlossene Chor ohne Strebepfeiler setzte ohne Einzug am Langhaus an. Die äußeren Kanten sind mit kräftigem Rundstab betont.
Heute sind die Mauern im Süden und Westen noch bis Höhe der Fenster- und Blendenabschlüsse erhalten, im Osten und Norden nur noch bis Sockelhöhe und die Maßwerkverzierungen der Portalrahmung sind verschwunden.